# Посессионные заводы
Посессио́нные заво́ды (от лат. posessio — владение) — частные горно-металлургические предприятия на Урале, получившие от государства землю, рудники, лесные, финансовые или трудовые ресурсы. По сравнению с частными заводами посессионные облагались бо́льшими налогами и подвергались надзору со стороны горной администрации. Статус существовал в Российской империи в XVIII — начале XX века, владельцы посессионных заводов назывались посессорами. К 1860 году из 154 горных заводов Урала 78 являлись посессионными, в дальнейшем в ходе различных реформ их количество снижалось. После Октябрьской революции 1917 года все оставшиеся к тому времени посессионные заводы были национализированы.

## История
Посессионное право, позволявшее предпринимателям недворянского происхождения покупать крестьян и земли для своих заводов, было введено в Российской империи в 1721 году указом Петра I. Официальный статус посессионные заводы приобрели в 1811 году с реструктуризацией Министерства финансов, хотя фактические признаки такой схемы владения существовали и ранее. Первое упоминание посессий по отношению к заводам относят к 1824 году.
При переходе завода в статус посессионного всё его имущество становилось нераздельным с самим заводом. В отличие от частных заводов продажа посессионных требовала согласования с Горным департаментом, а передача земель, лесов или рудников от одного посессионного завода к другому — с Сенатом. После смерти владельца посессионный завод переходил в собственность наследников также без разделения. Посессор обязывался эффективно эксплуатировать заводские мощности, рудники и земли. Размер горной подати посессионных заводов был в полтора раза больше, чем для частных, но не зависел от вида и объёмов полученных от государства ресурсов. Также владельцы посессионных заводов были обязаны платить земские сборы за приписанные к заводам казённые леса и земли. Горное ведомство осуществляло контроль за работой посессионных заводов, пополнявших казну путём уплаты податей, что создавало определённые сложности в управлении и недовольство заводчиков. Граф А. А. Стенбок-Фермор указывал на неопределённость прав посессионного владения, жёсткие ограничения на использование заводского имущества и широкие полномочия местной горной администрации. Также заводовладельцы указывали на несоразмерное выделение лесных дач в посессии, что в итоге привело к сбоям в снабжении древесиной посессионных заводов.
К 1860 году из 154 горных заводов Урала 78 являлись посессионными: в Пермской губернии — 63 завода, в Вятской губернии — 11 заводов, в Оренбургской губернии — 4 завода.
Современные оценки экономической эффективности частных и посессионных заводов не выявили явных превосходств первой или второй группы. Более высокие темпы развития производства среди чугунолитейных заводов характерны для посессионных Нижнетагильских, Сысертских, Кыштымских и Сергинско-Уфалейских заводах, где были условия для расширения в рамках выделенных посессий.
После отмены крепостного права был издан закон от 9 декабря 1863 года, согласно которому из состава посессионных были исключены заводы, получившие от государства крестьян, и оставлены те, которые получили земельные и лесные угодья.
В 1860 году на Урале статусом посессионных обладали 22 горных округа, в состав которых входили 93 завода, из 43. После отмены крепостного права в числе посессионных остались 9 горных округов. С продажей в 1898 году Ревдинского горного округа их число сократилось до 8 с 38 заводами и 2,9 млн десятин земли. В составе Пермской губернии осталось 6 посессионных округов: Алапаевский, Верхисетский, Невьянский, Нижнетагильский, Сысертский и Шайтанский. В Вятской губернии — 2 округа: Омутнинский и Холуницкий.
В 1860-х годах были организованы Горная и Податная комиссии, задачей которых была разработка проекта реформы горнозаводского хозяйства. Один из предложенных вариантов заключался в выкупе заводовладельцами отведённой земли с рассрочкой на 37 лет. В итоге эта идея не нашла поддержки и не была реализована. В 1880—1890-х годах обсуждение возобновилось, но посессионеры были готовы платить только 68 копеек за десятину земли. При этом, например, крестьяне Пермской губернии платили за десятину выкупаемой земли 12 рублей 27 копеек.
В 1900 году насчитывалось 38 посессионных заводов, в распоряжении которых находилось 2,9 млн десятин земли, в то время как в 1861 году площадь посессионных земель составляла 5 млн десятин. В целом схема посессионного хозяйствования наряду с другими факторами называлась в числе причин упадка горно-металлургической отрасли и кризиса начала XX века.
В начале XX века обсуждался проект, выработанный комиссией под председательством А. А. Штофа, по которому посессионные дачи передавались в казну, которая обязывалась снабжать посессионные заводы древесиной по сниженной цене, а также предоставляла 10 летнее исключительное право на пользование их полезными ископаемыми. Заводы с 300 десятин земли по проекту предполагалось оставить в собственности заводчиков. Этот проект был тоже отвергнут посессорами. В итоге судьба каждого посессионного округа решалась в отдельном порядке с учётом географических и юридических особенностей каждого.
После Октябрьской революции 1917 года все оставшиеся посессионные заводы были национализированы.